# والتر بوغوسیان
والتر روبنی بوغوسیان (ارمنی: Վալտեր Ռուբենի Պողոսյան؛ زادهٔ ۶ مهٔ ۱۹۹۲) یک بازیکن فوتبال در پست هافبک اهل ارمنستان است.

## باشگاهی
از باشگاه‌هایی که در آن بازی کرده‌است می‌توان به باشگاه فوتبال پاتانی، و باشگاه فوتبال بانانتس اشاره کرد.

## بازی ملی
وی همچنین در زیر ۱۹ سال ارمنستان، زیر ۲۱ سال ارمنستان و تیم ملی فوتبال ارمنستان بازی کرده است. بوغوسیان نخستین و تنها بازی ملی خود را که یک بازی دوستانه بود در تاریخ ۲۸ فوریه ۲۰۱۲ در لیماسول، قبرس در مقابل صربستان انجام داده است.

## افتخارات

### باشگاهی
باشگاه فوتبال بانانتس
- نایب قهرمان لیگ برتر فوتبال ارمنستان (۱): ۲۰۱۰
- نایب قهرمان جام استقلال ارمنستان (۲): جام استقلال ارمنستان (۲۰۰۹), ۲۰۱۰
- نایب قهرمان سوپر جام فوتبال ارمنستان (۱): ۲۰۱۰–۱۱, ۲۰۱۱–۱۲

### فردی
- کشف فصل: ۲۰۱۰
- The most promising player: ۲۰۱۰